# Lac Etchemin
Le lac Etchemin est un lac situé dans le territoire de la municipalité de Lac-Etchemin, dans la MRC des Etchemins, au Sud-Est du Québec. Il atteint 5 kilomètres de longueur et jusqu'à 1 kilomètre de largeur à certaines extrémités. Il est principalement alimenté par la décharge des eaux du Lac Caribou, aussi situé dans le territoire la municipalité de Lac-Etchemin, et il alimente la rivière Etchemin qui se décharge dans le fleuve Saint-Laurent.